# Roper contro Simmons
Roper contro Simmons è una storica decisione presa dalla Corte Suprema degli Stati Uniti, la quale statuì che l'imposizione della pena capitale per crimini commessi in età inferiore ai 18 anni fosse incostituzionale.
Risoltasi con una maggioranza risicata di 5 a 4, la decisione ribaltò la precedente giurisprudenza della Corte, che aveva stabilito la costituzionalità della pena di morte comminata ai minori di 16 anni nella sentenza Stanford v. Kentucky, modificando le Costituzioni di 25 Stati che prevedevano un limite inferiore a tale età.

## Il fatto
Nello Stato del Missouri, Cristopher Simmons, all'epoca dello svolgimento dei fatti ancora minorenne – aveva 17 anni nel 1993 - architettò un piano per uccidere Shirley Crook, coinvolgendo anche due amici più giovani – Charles Benjamin e John Tessmer.
L'idea era quella di commettere un furto con scasso con omicidio: sarebbero entrati nell'appartamento, avrebbero legato la vittima per poi gettarla da una sporgenza.
I tre si incontrarono nel cuore nella notte: mentre Tessmer si chiamò fuori, Simmons e Benjamin irruppero nella casa della signora Crook, le legarono le mani e le coprirono gli occhi. Infine, dopo averla portato in un parco statale, la lanciarono da un ponte.
Iniziato il processo, l'andamento dei fatti e la distribuzione delle colpe furono subito palesi. Simmons confessò l'omicidio, replicando addirittura in video quanto commesso quella notte e la testimonianza di Tessmer mostrò la premeditazione – avendo, infatti, Simmons prima pianificato e poi agito.
La Giuria dichiarò Simmons colpevole. Pur considerando gli eventuali esimenti – la fedina penale pulita e la giovane età – la Giuria propose per l'imputato la pena di morte, poi confermata dal Giudice di merito. Simmons, prima di fare appello, provò a convincere il Tribunale che non erano state minimamente prese in considerazione la sua età ed il suo passato burrascoso con conseguente impulsività, sfociando il tutto in una difesa assolutamente inconsistente in fase di condanna. Le sue argomentazioni furono rigettate, e non restò altro da fare che adire la Corte superiore.
Il caso iniziò il suo percorso nel sistema legale, con le varie corti che confermarono la pena di morte.
Il punto di rottura ci fu nel 2002 quando con la storica sentenza Atkins v. Virginia, la Corte Suprema Federale dispose che i soggetti mentalmente incapaci non potessero essere punibili con la pena di morte; a quel punto, dopo una supplica di Simmons, la Corte Suprema del Missouri concluse che “una consuetudine si è sviluppata contro l'esecuzione di condannati minorenni” e che tale esecuzione violasse l'ottavo emendamento in quanto “cruel and unusual”, convertendo la sentenza in ergastolo.
Lo Stato del Missouri si appellò, dunque, alla Corte Suprema Federale.

## Il giudizio della Corte Suprema Federale
Il caso fu discusso il 13 ottobre 2004. Il punto della questione era se la pena capitale, nel caso di specie, assumesse una forma costituzionalmente legittima in parametro all'Ottavo Emendamento; in altre parole, se una condanna a morte per un minorenne fosse una pena “cruel and unusual”, e pertanto soggetta alla caducazione dettata dalla protezione costituzionalmente stabilita.
Già nel 1988, nel caso Thompson v. Oklahoma, la Corte Suprema Federale aveva statuito l'illegittimità costituzionale di una pena capitale comminata ad un minore di anni 16; nel 1989, però, la stessa Corte accolse la possibilità di infliggere una pena capitale – nel caso Stanford v. Kentucky – ad un minorenne sopra la soglia di età precedentemente stabilita.
Per quanto riguarda i mentalmente inabili, la sentenza Atkins v. Virginia del 2002 aveva, come già suggerito, ribaltato la giurisprudenza del 1989 Penry v. Lynaugh, nella quale si confermava la possibilità di condannare a morte un soggetto con caratteristiche di tale genere; era intervenuta, a detta della Corte, un'evoluzione degli standards di decenza che aveva portato l'esecuzione di un ritardato mentale ad essere considerata “cruel and unusual” e dunque ricadente sotto la scure dell'ottavo emendamento.
Proprio sulla base di tale considerazione evolutiva, la Corte Suprema Federale analizzò che su scala nazionale era sempre meno frequente comminare la pena di morte ad un condannato minorenne: in particolare, al momento della sentenza, benché ben venti Stati prevedessero ancora la pena di morte per minori, solo sei stati avevano realmente giustiziato detenuti per questo motivo sin dal 1989 e solo tre (Oklahoma, Texas e Virginia) negli ultimi dieci anni. Senza considerare che cinque Stati avevano abolito la pena di morte per i minorenni proprio dal caso Perry v. Lynaugh.
Dopo un'analisi della situazione nazionale, la Corte rivolge lo sguardo alle pratiche in vigore negli altri Paesi. Tra il 1990 ed il 2005, la Corte scopre che solo altre sette nazioni, oltre gli USA, hanno giustiziato condannati – all'epoca – minorenni: Iran, Pakistan, Arabia Saudita, Yemen, Nigeria, Repubblica Democratica del Congo e Cina.
Il giudice Kennedy rilevò, inoltre, che sin dal 1990 tutti gli stati già menzionati avevano o abolito o incoraggiato la cessazione di tale pratica, lasciando gli Stati Uniti soli al mondo nel prevedere ed eseguire la pena di morte per minori.
A supporto, solo USA e Somalia risultavano non aver ratificato l'Art.37 della Convenzione ONU sui diritti dell’infanzia del settembre 1990, la quale prevede espressamente il divieto di comminare la pena di morte per crimini commessi da minorenni.

## Opinioni dissenzienti
Il giudice Scalia scrisse un'opinione dissenziente con il supporto dei giudici Rehnquist e Thomas, mentre il giudice O’ Connor ne elaborò un'altra di proprio pugno. Il dissenso venne incentrato sul fatto che non si fosse realmente creata una consuetudine nazionale contraria alla pena di morte per minorenni, visto che solo 18 Stati sui 38 che prevedono tale istituto (47%) l'avevano effettivamente proibita.
Comunque, il primo contrasto dei due “originalisti” – Scalia e Thomas -  rispetto al dispositivo della sentenza si basava proprio sul fatto che tale consenso fosse, alla fin fine, rilevante.
Il giudice Scalia argomentò che il punto focale della questione non era tanto se si fosse formata o meno tale consuetudine, ma se la pena di morte comminata ai minorenni fosse considerata “cruel and unusual” al tempo in cui il Bill of Rights venne ratificato.
Inoltre, Scalia obiettò l'atteggiamento della Corte che avrebbe, a suo giudizio, utilizzato la legge straniera per interpretare la Costituzione; il suo dissenso non solo arrivò a contestare la non rilevanza della legge straniera, ma accusò la Corte di “invocare la legge estranea quando fa comodo, e di ignorarla in caso contrario”, sottolineando che, per quanto riguarda l'aborto, la normativa USA sia meno restrittiva di quella internazionale.
Ancora, Scalia attaccò l'opinione della maggioranza accusandola di essere fondamentalmente antidemocratica. A supporto di ciò, citò un passaggio dal “The Federalist”, in cui si analizzava come il ruolo del potere giudiziario nello schema costituzionale fosse quello di interpretare la legge come formulata in sistemi legislativi democraticamente eletti. A suo avviso, la Corte esiste per stabilire cosa dica la legge e non cosa questa dovrebbe dire, la qual ultima cosa è appannaggio del potere legislativo che, nel capo V della Costituzione, trova la possibilità di emendare la carta fondamentale nell'ottica di introdurre dei nuovi ed evoluti standard di costume; appannaggio, come detto, del solo legislativo e non della Corte, che in caso contrario creerebbe, in modo arbitrario, degli emendamenti “di fatto”. In poche parole, contestò il diritto di alcuni giuristi non eletti ad imporre dei valori morali da loro soggettivamente considerati, valori a cui poi tutti sarebbero stati soggetti nel nome di un'interpretazione “flessibile” del dettato costituzionale.
La decisione espose alla luce del sole alcuni punti critici nel campo della giurisprudenza costituzionale:
- in primo luogo, l'uso del concetto di “consenso nazionale” per permettere la revisione di quanto già stabilito; nel caso di specie, l' “evolving consensus” è stato stabilito da ricerche comportamentali e di altro genere, come quelle presentate alle corte dall'Associazione Psicologica Americana, un amicus curiae. Cosa costituisca un'evidenza per determinare un consenso di questo genere – e da dove derivi l'autorità per il giudice di determinarlo ed implementarlo nella normativa, specialmente in una situazione giuridica del genere – è, allo stato attuale delle cose, piuttosto incerto. In Roper v. Simmons, l'opinione maggioritaria ha considerato l'abrogazione della pena di morte minorile in trenta stati – di cui solo diciotto tra quelli che realmente prevedono la pena di morte nel loro ordinamento – come evidenza di tale consenso; in Atkins v. Virginia, è stato proprio il “consenso” materiale dei trenta stati, che avevano effettivamente espulso dall'ordinamento l'esecuzione delle persone mentalmente disabili, a costruire tale strumento giuridico;
- in secondo luogo, il ruolo delle leggi e norme straniere nell'interpretazione di quella statunitense: nel 2004 il parlamentare conservatore Tom Feeney introdusse una risoluzione, non vincolante, in cui si raccomandava al potere giudiziario di ignorare i precedenti stranieri nel momento in cui veniva redatto il dispositivo di una sentenza: “Questa risoluzione avvisa le Corti che [il considerare quello straniero come precedente sostanziale] non è più considerato un “buon comportamento” ai sensi della Costituzione, e potrebbe condurre loro all'unico rimedio disponibile, cioè la messa in stato d'accusa”.[8]

## Gli effetti
Oltre a stralciare la condanna a morte di Christopher Simmons, la decisione della Corte Suprema Federale cancellò quelle di altri 72 detenuti per crimini commessi da minorenni; l'impatto maggiore si ebbe in Texas ed Alabama, modificando rispettivamente le situazioni giuridiche di 29 e 14 condannati a morte.